# Chiesa dei Santi Rocco, Fabiano e Sebastiano (Moena)
La chiesa dei Santi Rocco, Fabiano e Sebastiano è un luogo di culto a Someda, frazione di Moena in Trentino. Rientra nella zona pastorale di Fiemme e Fassa dell'arcidiocesi di Trento e risale al XVI secolo.

## Storia

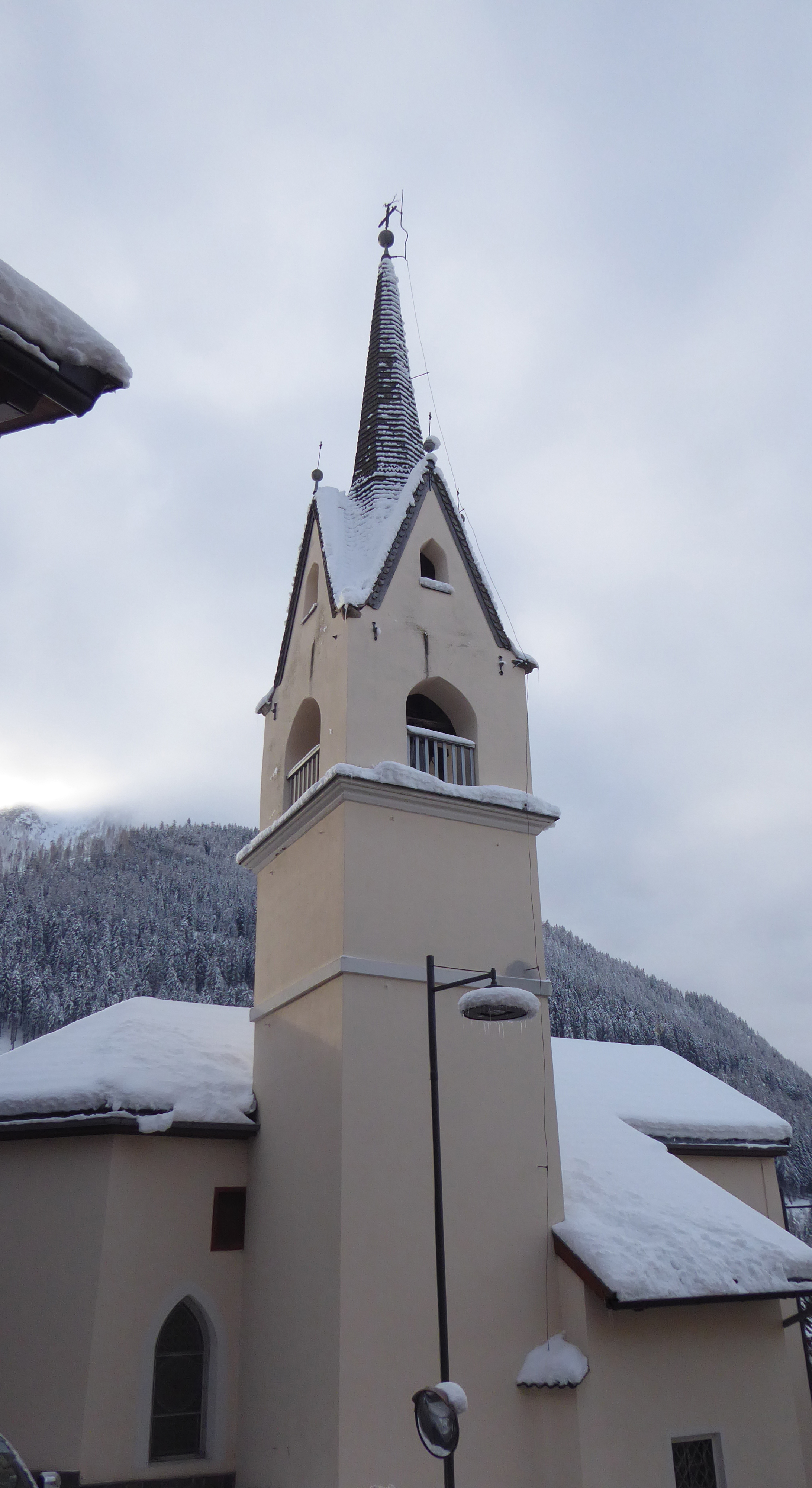
Campanile

La chiesa ha origini medievali e la sua prima citazione si trova negli atti della visita pastorale del principe vescovo di Trento Bernardo Clesio del 1538. Nel 1750 il primitivo edificio venne ampliato, e probabilmente in quel periodo venne innalzata la torre campanaria. Entro i due decenni successivi Valentino Rovisi decorò ad affresco la parete absidale.
Un nuovo ampliamento venne realizzato negli ultimi anni settanta del XIX secolo. Nel 1883 un incendio provocò gravi danni e fu necessario ricostruire sia la torre campanaria sia la copertura della navata. Nel 1913 nella sala fu costruita la cappella dedicata alla Madonna di Lourdes.

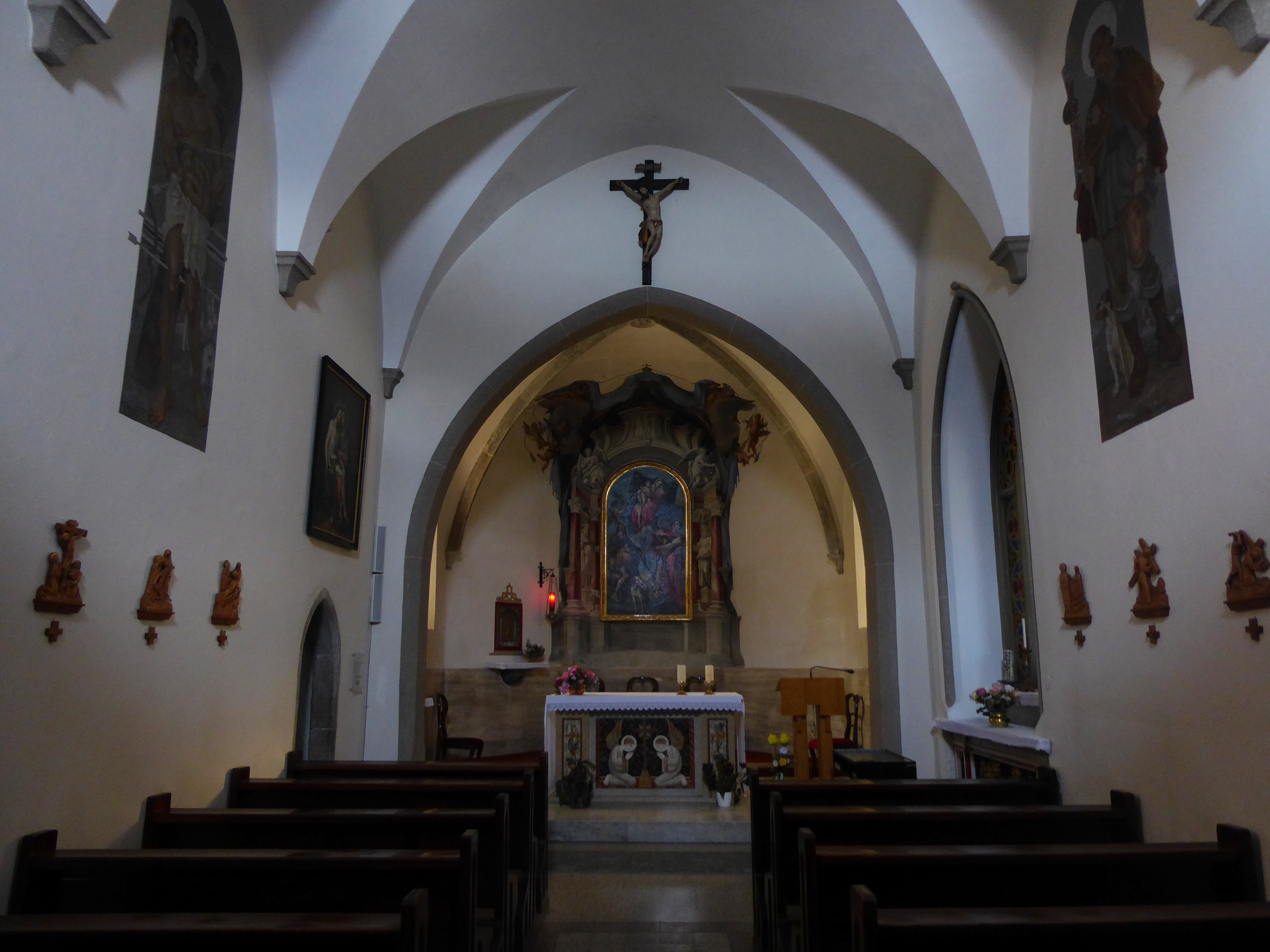
Interno

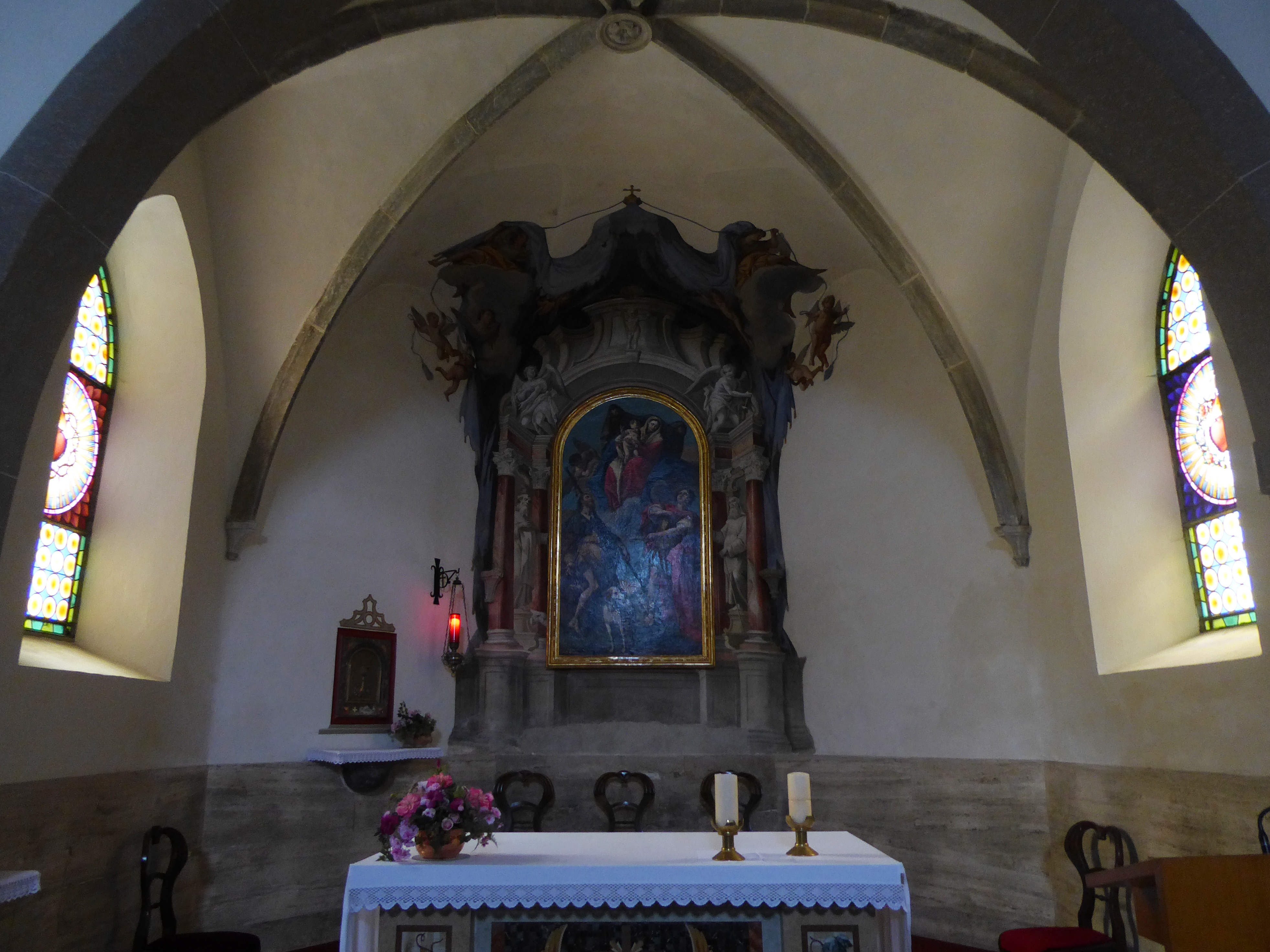
Presbiterio con pala d'altare dipinta da Valentino Rovisi raffigurante la Madonna con Bambino sopra i santi Rocco e Sebastiano

L'adeguamento liturgico venne realizzato attorno al 1970 in forma limitata. L'altare maggiore storico è stato smembrato ottenendone la mensa verso il popolo, posta al centro del presbiterio mentre il tabernacolo originale è stato fissato sulla parete sinistra dell'abside per la custodia eucaristica. In seguito, entro gli anni ottanta, è stato collocato l'ambone accanto all'arco santo, sulla destra.

## Descrizione

### Esterni
La chiesa si trova al centro dell'abitato e mostra orientamento tradizionale verso est. La facciata a capanna con due spioventi è molto semplice, col portale compreso in una cornice lapidea archiacuta sormontato in asse dal piccolo oculo e da una finestrella forma di croce. La torre campanaria si alza sulla sinistra in posizione arretrata e la cella si apre con quattro finestre a monofora. La copertura ha forma di cuspide acuta.

### Interni
La navata interna è unica e formata da quattro campate con volta a botte. Il presbiterio è leggermente rialzato. Di interesse artistico la pala d'altare dipinta da Valentino Rovisi raffigurante la Madonna con Bambino sopra i santi Rocco e Sebastiano.